# Aguacate de San Pedro
Aguacate de San Pedro är en ort i Mexiko.   Den ligger i kommunen Pinal de Amoles och delstaten Querétaro Arteaga, i den centrala delen av landet, 190 km norr om huvudstaden Mexico City. Aguacate de San Pedro ligger 1 932 meter över havet och antalet invånare är 139.
Terrängen runt Aguacate de San Pedro är bergig söderut, men norrut är den kuperad. Runt Aguacate de San Pedro är det ganska glesbefolkat, med 36 invånare per kvadratkilometer. Närmaste större samhälle är Jalpan, 15,0 km nordost om Aguacate de San Pedro. I omgivningarna runt Aguacate de San Pedro växer huvudsakligen savannskog.